# Heliocopris sylvanus
Heliocopris sylvanus är en skalbaggsart som beskrevs av Gillet 1925. Heliocopris sylvanus ingår i släktet Heliocopris och familjen bladhorningar. Inga underarter finns listade i Catalogue of Life.